# Stanisław Lickindorf
Stanisław Lickindorf (ur. 8 maja 1914 we Włodzimierzu, zm. 17 października 1979 w Salisbury w Rodezji) – polski oficer kawalerii i urzędnik konsularny.

## Życiorys
Syn Władysław i Janiny zd. Zaorskiej. W 1941 przebywał w Wlk. Brytanii, następnie pełnił funkcję attache w Ambasadzie RP w ZSRR z siedzibą w Kujbyszewie jednocześnie będąc delegatem RP w Pawłodarze (1941–1942). Służył w Pułku Ułanów Karpackich m.in. biorąc udział w bitwie o Monte Cassino (1944); służbę w wojsku zakończył w stopniu majora.
Osiedlił się w Rodezji, gdzie zmarł w Salisbury. Pochowany w Kingston upon Thames pod Londynem.